# Burgstall Weißenkirchberg
Der auch Schlossbuck genannte Burgstall Weißenkirchberg bezeichnet eine mittelalterliche Höhenburg westlich des Stadtteils Weißenkirchberg der Stadt Leutershausen im Landkreis Ansbach in Mittelfranken in Bayern.
Über die Geschichte der Burg lassen sich keine Aussagen treffen. Wahrscheinlich war sie der Sitz der im 14. Jahrhundert erwähnten Herren von Kirchberg. 1734 wurde sie als „ödes Schloss“ bezeichnet.
Die Spornburg liegt auf einem kammartig ausgebildeten, nach Osten auslaufenden Sporn. Durch zwei Gräben ist ein Areal von ca. 60 × 40 m Größe abgetrennt. Der bergseitige Halsgraben im Westen ist 15 m breit und 4,30 m tief. Der Graben im Osten ist schwächer ausgebildet, 12 m breit und an seiner Außenseite 2,20 m tief. Das Aushubmaterial der Gräben wurde zu Schuttkegel an den Hängen aufgeschüttet. Die Längsseiten wurden ebenfalls mit Gräben befestigt, bei deren Anlage die Böschungen versteilt und die angefallenen Erdmassen als Außenwall angeschüttet wurden. Längs des Burgplateaus verlaufen ältere Hohlwege.